# 펀플웍스
주식회사 펀플웍스(영어: FUNPLE WORKS)는 서울특별시 강남구 테헤란로20길 20에 본사를 둔 업체이다.

## 연혁
- 2012년 8월 31일: 회사 설립[4]

## 주요 게임
- 완소여단 (서비스 종료)[5]
- 이노센트 베인 (서비스 종료)